# Wadim Kurales
Wadim Kurales (kasachisch Вадим Куралес; * 14. Dezember 2002 im Gebiet Aqmola) ist ein kasachischer Biathlet. Er wurde 2023 Universiadesieger im Einzel.

## Sportliche Laufbahn
Wadim Kurales nahm von 2019 bis Anfang 2023 ausschließlich an Wettkämpfen auf Juniorenebene teil. Bei seinem Debüt im IBU-Junior-Cup wurde er in Sjusjøen 28. des Sprints, im gleichen Winter nahm er zudem an den Junioreneuropameisterschaften teil. In den folgenden beiden Jahren trat der Kasache nur zu den Saisonhöhepunkten – den Juniorenweltmeisterschaften und den Olympischen Jugendspielen in Lausanne – in Erscheinung und erzielte als Bestergebnis Rang 18 im Sprint bei den Jugendspielen. Bei den Juniorenbewerben im Rahmen der Sommerbiathlon-WM 2022 lief Kurales in Sprint und Supersprint in die Top 10, im folgenden Winter erzielte er im Juniorcup seinen ersten Podestplatz, als er sich im Einzel von Obertilliach nur Jakob Kulbin geschlagen geben musste. Kurz darauf gab er in Osrblie seinen Einstand im IBU-Cup und belegte Rang 57 in der Qualifikation zum Supersprint, seinen größten Saisonerfolg feierte er aber Mitte Januar 2023 in Lake Placid, als er im verkürzten Einzelwettkampf der Winteruniversiade die Goldmedaille gewinnen konnte.
Auch 2023/24 lief Kurales ausschließlich Juniorenwettkämpfe, erreichte in Ridnaun im Juniorcup seinen zweiten Podestplatz und belegte bei den Juniorenweltmeisterschaften Rang acht im Einzel und damit sein bestes Ergebnis bei internationalen Meisterschaften. Zu Beginn der Saison 2024/25 feierte der Kasache in Hochfilzen sein Debüt im Weltcup, erreichte im Sprint Rang 61 und verpasste das Verfolgungsrennen damit um lediglich 0,7 Sekunden. Nach weiteren Weltcupauftritten, die weniger erfolgreich verliefen, bestritt Kurales erneut die Universiade und wurde immerhin Sechster des Massenstarts, zudem bestritt er seine ersten Weltmeisterschaften und lief unter anderem auf Rang 71 des Sprints. Im Februar 2025 gelang dem Kasachen ein weiterer Erfolg, da er hinter seinem Landsmann Wladislaw Kirejew die Silbermedaille im Sprintrennen der Asienspiele gewinnen konnte. Kurz darauf nahm er außerdem erstmals an den Weltmeisterschaften teil und belegte die Plätze 75 und 71 in Einzel und Sprint.

## Statistiken

### Weltcupplatzierungen
Die Tabelle zeigt alle Platzierungen (je nach Austragungsjahr einschließlich Olympische Spiele und Weltmeisterschaften).
- 1.–3. Platz: Anzahl der Podiumsplatzierungen
- Top 10: Anzahl der Platzierungen unter den ersten zehn (einschließlich Podium)
- Punkteränge: Anzahl der Platzierungen innerhalb der Punkteränge (einschließlich Podium und Top 10)
- Starts: Anzahl gelaufener Rennen in der jeweiligen Disziplin
- Staffel: inklusive Mixed- und Single-Mixed-Staffeln

| Platzierung               | Einzel | Sprint | Verfolgung | Massenstart | Staffel | Gesamt |
| ------------------------- | ------ | ------ | ---------- | ----------- | ------- | ------ |
| 1. Platz                  |        |        |            |             |         |        |
| 2. Platz                  |        |        |            |             |         |        |
| 3. Platz                  |        |        |            |             |         |        |
| Top 10                    |        |        |            |             |         |        |
| Punkteränge               |        |        |            |             | 5       | 5      |
| Starts                    | 1      | 6      |            |             | 5       | 12     |
| Stand: Saisonende 2024/25 |        |        |            |             |         |        |

### Biathlon-Weltmeisterschaften
Die Tabelle zeigt alle Platzierungen bei Weltmeisterschaften:
| Weltmeisterschaften | Weltmeisterschaften | Einzelwettbewerbe | Einzelwettbewerbe | Einzelwettbewerbe | Einzelwettbewerbe | Staffelwettbewerbe | Staffelwettbewerbe | Staffelwettbewerbe |
| Jahr                | Ort                 | Einzel            | Sprint            | Verfolgung        | Massenstart       | Herrenstaffel      | Mixedstaffel       | S.-M.-Staffel      |
| ------------------- | ------------------- | ----------------- | ----------------- | ----------------- | ----------------- | ------------------ | ------------------ | ------------------ |
| 2025                | Lenzerheide         | 75.               | 71.               | –                 | –                 |                    | –                  |                    |

### Olympische Jugend-Winterspiele
Die Tabelle zeigt alle Platzierungen bei Olympischen Jugend-Winterspielen:
| Olympische Winterspiele | Olympische Winterspiele | Einzelwettbewerbe | Einzelwettbewerbe | Staffelwettbewerbe | Staffelwettbewerbe |
| Jahr                    | Ort                     | Einzel            | Sprint            | Mixedstaffel       | S.-M.-Staffel      |
| ----------------------- | ----------------------- | ----------------- | ----------------- | ------------------ | ------------------ |
| 2020                    | Lausanne                | 32.               | 18.               | 9.                 | 8.                 |

### Jugend-/Juniorenweltmeisterschaften
Kurales nahm bis 2021 an den Jugend-, ab 2023 an den Juniorenwettkämpfen teil:
| Weltmeisterschaften | Weltmeisterschaften | Einzelwettbewerbe | Einzelwettbewerbe | Einzelwettbewerbe | Einzelwettbewerbe | Staffelwettbewerbe | Staffelwettbewerbe |
| Jahr                | Ort                 | Einzel            | Sprint            | Verfolgung        | Massenstart 60    | Herrenstaffel      | Mixedstaffel       |
| ------------------- | ------------------- | ----------------- | ----------------- | ----------------- | ----------------- | ------------------ | ------------------ |
| 2020                | Lenzerheide         | DNF               | 38.               | 52.               | nicht ausgetragen | 14.                | nicht ausgetragen  |
| 2021                | Obertilliach        | 41.               | 31.               | 47.               | nicht ausgetragen | 17.                | nicht ausgetragen  |
| 2023                | Schtschutschinsk    | 74.               | 41.               | 37.               | nicht ausgetragen | 13.                | 13.                |
| 2024                | Otepää              | 8.                | 25.               | N/A               | 55.               | 12.                | 14.                |